# Corvetto
Corvetto – stacja metra w Mediolanie, na linii M3. Znajduje się na viale Brenta, w Mediolanie i zlokalizowana jest pomiędzy stacjami Brenta i Porto di Mare. Została otwarta w 1991.